# Asparagus pallasii
Asparagus pallasii är en sparrisväxtart som beskrevs av Pavel Ivanovich Misczenko. Asparagus pallasii ingår i släktet sparrisar, och familjen sparrisväxter. Inga underarter finns listade i Catalogue of Life.